# Гвам на Светском првенству у атлетици на отвореном 2007.
Гвам је учествовао на 11. Светском првенству у атлетици на отвореном 2007. одржаном у Осаки у периоду од 25. августа до 2. септембра 2007. десети пут. Репрезентацију Гвама представљало је двоје такмичара (1 мушкарац и 1 жена) који су се такмичили у две дисциплине (1 мушка и 1 женска).
На овом првенству представници Гвама нису освојили ниједну медаљу. Постигнут је један лични рекорд.

## Учесници
| Мушкарци: - Мајкл Аликто — 200 м | Жене: - Николе Лејсон — 800 м |  |

## Резултати

### Мушкарци
| Атлетичар    | Дисциплина | Лични рекорд | Квалификације | Квалификације | Четвртфинале         | Четвртфинале         | Полуфинале           | Полуфинале           | Финале               | Финале       | Детаљи |
| Атлетичар    | Дисциплина | Лични рекорд | Резултат      | Место         | Резултат             | Место                | Резултат             | Место                | Резултат             | Место        | Детаљи |
| ------------ | ---------- | ------------ | ------------- | ------------- | -------------------- | -------------------- | -------------------- | -------------------- | -------------------- | ------------ | ------ |
| Мајкл Аликто | 200 м      | 23,10        | 22,45 ЛР      | 8. у гр. 4    | Није се квалификовао | Није се квалификовао | Није се квалификовао | Није се квалификовао | Није се квалификовао | 45 / 48 (49) |        |

### Жене
| Атлетичар     | Дисциплина | Лични рекорд | Квалификације | Квалификације | Четвртфинале          | Четвртфинале          | Полуфинале            | Полуфинале            | Финале                | Финале       | Детаљи |
| Атлетичар     | Дисциплина | Лични рекорд | Резултат      | Место         | Резултат              | Место                 | Резултат              | Место                 | Резултат              | Место        | Детаљи |
| ------------- | ---------- | ------------ | ------------- | ------------- | --------------------- | --------------------- | --------------------- | --------------------- | --------------------- | ------------ | ------ |
| Николе Лејсон | 800 м      | 2:35,45      | 2:36,14       | 7. у гр. 5    | Није се квалификовала | Није се квалификовала | Није се квалификовала | Није се квалификовала | Није се квалификовала | 45 / 45 (46) |        |